# Talitrus
Talitrus Latreille, 1802 è un genere di crostacei anfipodi appartenenti alla famiglia Talitridae.

## Tassonomia
Include le seguenti specie:
- Talitrus cloquetii (Audouin, 1826)
- Talitrus platycheles Guérin, 1832
- Talitrus saltator (Montagu, 1808)
- Talitrus assimilis Haswell, 1880 (nomen dubium)